# Гаррісон (округ Лінкольн, Вісконсин)
Гаррісон (англ. Harrison) — місто (англ. town) в США, в окрузі Лінкольн штату Вісконсин. Населення — 828 осіб (2020).

## Демографія
Згідно з переписом 2010 року, у місті мешкали 833 особи в 356 домогосподарствах у складі 267 родин. Було 933 помешкання
Расовий склад населення:
| - 98,4 % — білих - 0,7 % — азіатів |

До двох чи більше рас належало 0,6 %. Частка іспаномовних становила 1,0 % від усіх жителів.
За віковим діапазоном населення розподілялося таким чином: 19,1 % — особи молодші 18 років, 60,6 % — особи у віці 18—64 років, 20,3 % — особи у віці 65 років та старші. Медіана віку мешканця становила 49,7 року. На 100 осіб жіночої статі у місті припадало 109,3 чоловіків; на 100 жінок у віці від 18 років та старших — 106,7 чоловіків також старших 18 років.
Середній дохід на одне домашнє господарство становив 79 939 доларів США (медіана — 66 033), а середній дохід на одну сім'ю — 94 268 доларів (медіана — 81 719). Медіана доходів становила 66 875 доларів для чоловіків та 36 875 доларів для жінок. За межею бідності перебувало 6,6 % осіб, у тому числі 1,5 % дітей у віці до 18 років та 3,1 % осіб у віці 65 років та старших.
Цивільне працевлаштоване населення становило 440 осіб. Основні галузі зайнятості: виробництво — 21,4 %, освіта, охорона здоров'я та соціальна допомога — 15,5 %, роздрібна торгівля — 13,4 %.